# بطولة ويمبلدون 1949
قائمة ببطولات ويمبلدون لسنة 1949:

## فردي رجال
تيد شرودر هزم  ياروسلاف دروبني . النتيجة: 3-6 6-0 6-3 4-6 6-4

## فردي سيدات
لويس براوه كلاب هزمت  مارغريت أوسبام دوبونت. النتيجة: 10-8, 1-6, 10-8